# Рашит Нигмати
Нигмати́ Раши́т (баш. Рәшит Ниғмәти; настоящее имя и фамилия — Раши́т Нигматулли́нович Нигмату́ллин; 1909—1959) — башкирский советский детский писатель, поэт и драматург, переводчик. Народный поэт Башкирской АССР (1959). Член ВКП(б) с 1944 года.

## Биография
Рашит Нигматуллинович Нигматуллин родился 14 (27) января 1909 года в крестьянской семье в деревне Денгизбаево (ныне Большечерниговский район,Самарская область). Писать стихи начал в 17 лет. В 1930 году окончил рабфак города Уфы и со следующего года начинает трудовую деятельность в туймазинской районной газете «Ленин юлы» (сейчас «Туймазинский вестник»).
Несколькими годами позже его стихи и статьи стали пользоваться огромной популярностью в республике и были замечены во властных структурах. Тогда в 1938 году Рашит Нигмати был избран на пост ответственного секретаря правления при Союзе Писателей Башкирской АССР и назначен на должность редактора в Национальное книжное издательство. В годы Великой Отечественной войны отличился поэмой «Письма твоей невесты», принесшей ему всесоюзную славу и известность.
Перевел на башкирский язык «Слово о полку Игореве», произведения А. С. Пушкина, М. Ю. Лермонтова, С. П. Злобина и В. В. Маяковского и др. Автор пьес «Врач Гимранов», «На берегу Агидели» («Ағиҙел ярында», 1950), «Лес шумит» («Урман шаулай», 1942), «Его звезда» («Уның йондоҙо», 1948). Печатался в журнале для детей и юношества на башкирском языке Аманат, написал для детей сборник стихов «Ответы на вопросы моей дочери» («Ҡыҙымдың hорауҙарына яуаптар», 1944), поэму «Путешествие в будущее» («Киләсәккә сәйәхәт», 1947) и др.
Дебют — 1926 год. В 1933 вышел первый сборник стихов «Вступление» («Кереш»).
Автор сборников стихов и поэм «Жизнь, рожденная бурей» («Дауылдар тыуҙырған ғүмер», 1938), «Прекрасны долины Агидели» («Йәмле Ағиҙел буйҙары», 1940), «В моем саду» («Минең баҡсамда»', 1941), отражающих жизнь башкирского народа в 20-30-е годы.
Во время Великой Отечественной стали популярными его поэмы «Письма твоей невесты» («Һинең кәләшеңдең хаттары», 1943), «Слово Башкортостана» («Башҡортостан hүҙе», 1944), сборник стихов «Песня любви и ненависти» («Мөхәббәт һәм нәфрәт йыры», 1942).
После войны вышли сборники публицистических стихов и поэм «Девушка с Сакмара» («Һаҡмар ҡыҙы», 1952), «Приветственное слово» («Сәләм һүҙе», 1955).
- Могила Рашита Нигмати в саду Салавата Юлаева
- Мемориальная доска Р. Нигмати, Г. Давлетшину и Х. Давлетшиной

## Награды
- народный поэт Башкирской АССР (1959)
- орден Трудового Красного Знамени (1944)
- два ордена «Знак Почёта» (1949 и 1955).